# Carpologie
 (janvier 2020).
Si vous disposez d'ouvrages ou d'articles de référence ou si vous connaissez des sites web de qualité traitant du thème abordé ici, merci de compléter l'article en donnant les références utiles à sa vérifiabilité et en les liant à la section « Notes et références ».
La carpologie est la discipline scientifique qui étudie les paléo-semences (graines de fruits), carporestes (macrorestes liés à la fructification des plantes) conservés et découverts en contexte archéologique.
À l’intersection de l’archéologie, de la botanique, de l’ethnologie et des sciences agronomiques, la carpologie fait partie de l’archéobotanique, un ensemble de disciplines qui s’intéressent aux vestiges d’origine végétale. Leurs objets d’étude consistent en pollens, feuilles et bourgeons ou encore éléments microscopiques issus de la décomposition des végétaux dans le sol, comme les phytolithes. La carpologie rassemble principalement les études des fruits et des graines, ce qui la distingue de la palynologie qui étudie la forme et la signification des spores et des grains de pollen, et l’anthracologie qui étudie des charbons de bois.

## Applications
La carpologie possède deux orientations fondamentales au sein de la recherche archéologique :
l’une environnementale et l’autre ethnobotanique.

### Paléoenvironnements
Les graines et fruits fossiles (carbonisés à la suite d’incendies ou de grillage, minéralisés par un processus physico-chimique lié au sédiment) peuvent être utilisés comme indicateurs de l’environnement passé.
La détermination des fruits et graines est dans la majorité des cas possible jusqu’au rang botanique de l’espèce et elle permet de dresser une liste des végétaux qui ont laissé des traces dans une structure archéologique.
Les résultats contribuent à reconstituer l’environnement des sites. Les données de la carpologie sont dans ce cadre utilement confrontées à celles d’autres disciplines, comme la palynologie (étude des pollens) ou l’anthracologie (étude des charbons de bois).

### Ethnobotanique
Les graines et fruits témoignent également des pratiques alimentaires et agricoles.
Le champ d’application principal de la carpologie est cependant celui qui consiste à comprendre l’utilisation des végétaux par l’homme, pour se nourrir, aménager son espace de vie, se vêtir ou se soigner.

## Matériaux étudiés
Les résultats les plus précis sont obtenus à partir du matériel conservé en milieu humide (sites immergés, imbibés de substances minérales dissoutes qui remplacent par précipitation chimique leur matière organique) ; les graines sont alors gorgées d’eau et leur aspect est semblable à celui des équivalents actuels. Plusieurs centaines d’espèces peuvent être identifiées dans un échantillon de 1 litre de sédiment. 

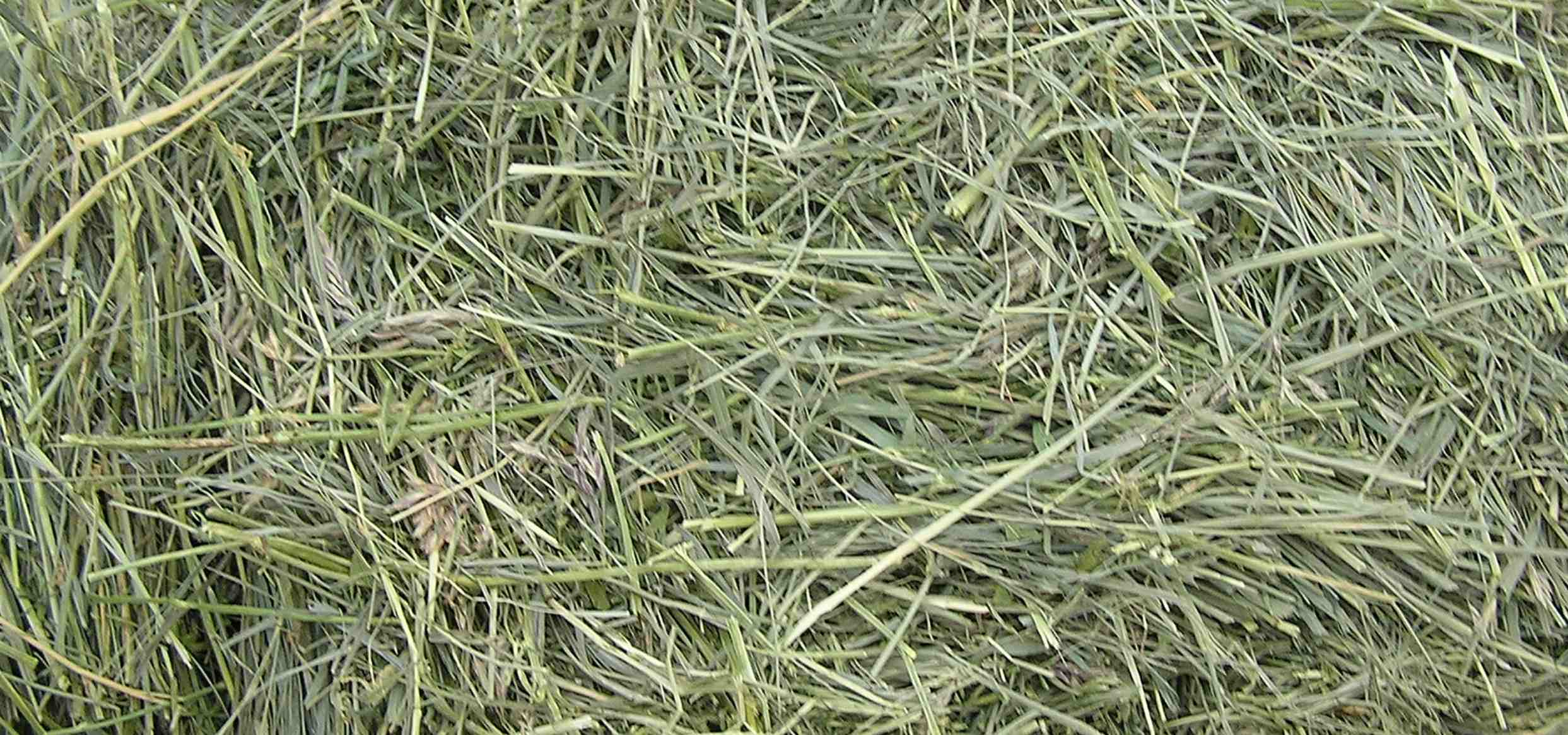
Foin
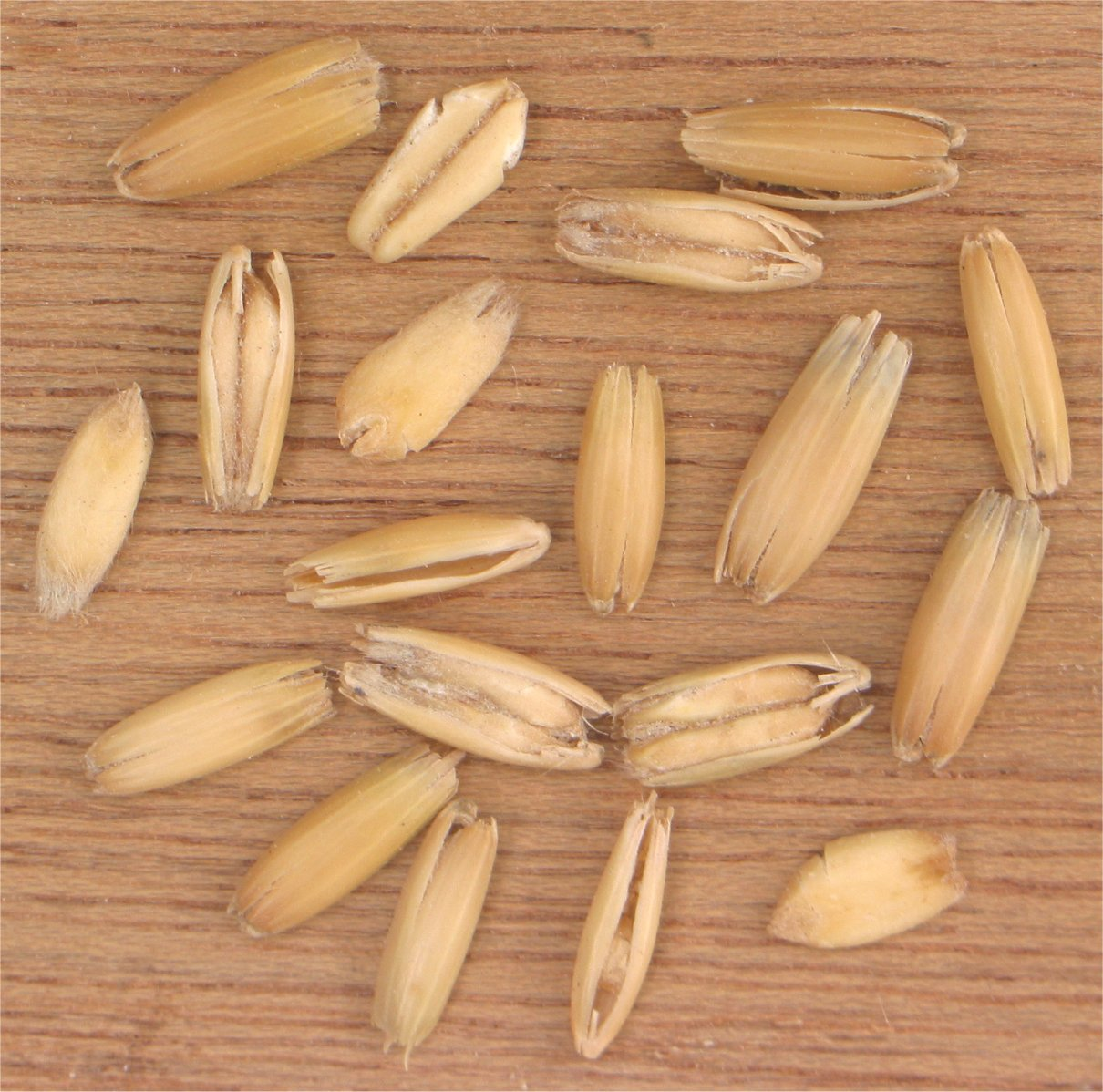
Grains d'avoine
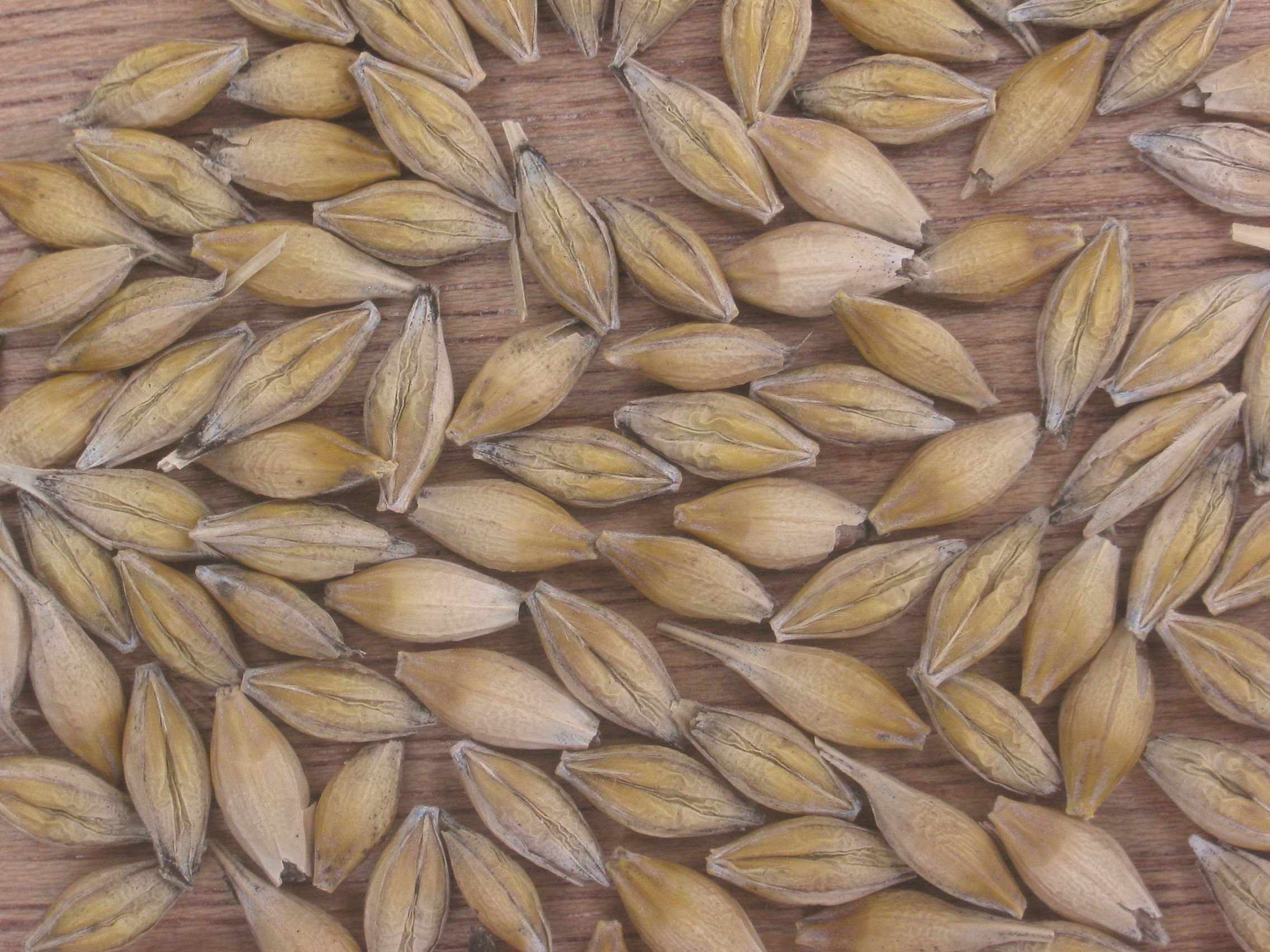
Grains d'orge
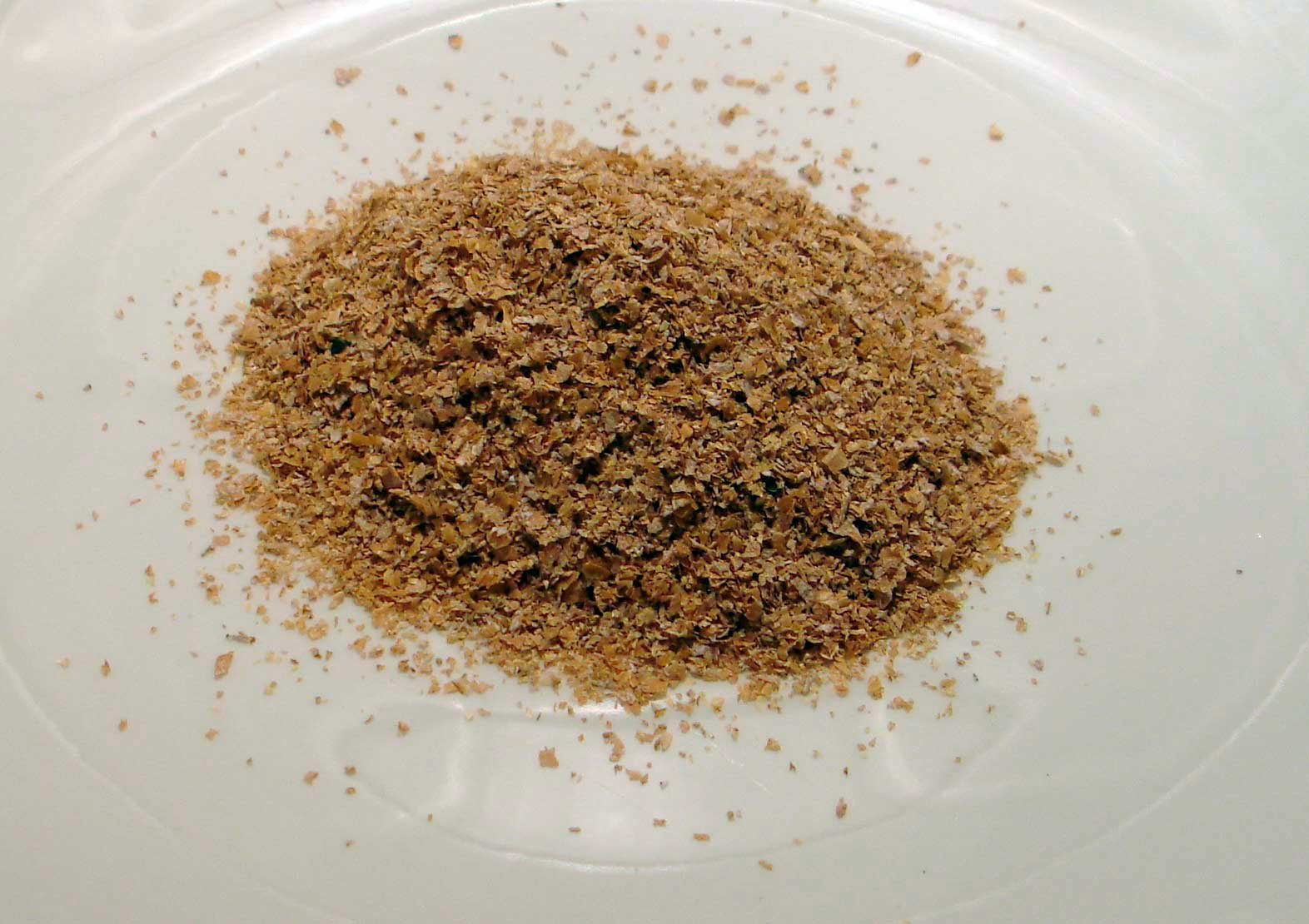
Son
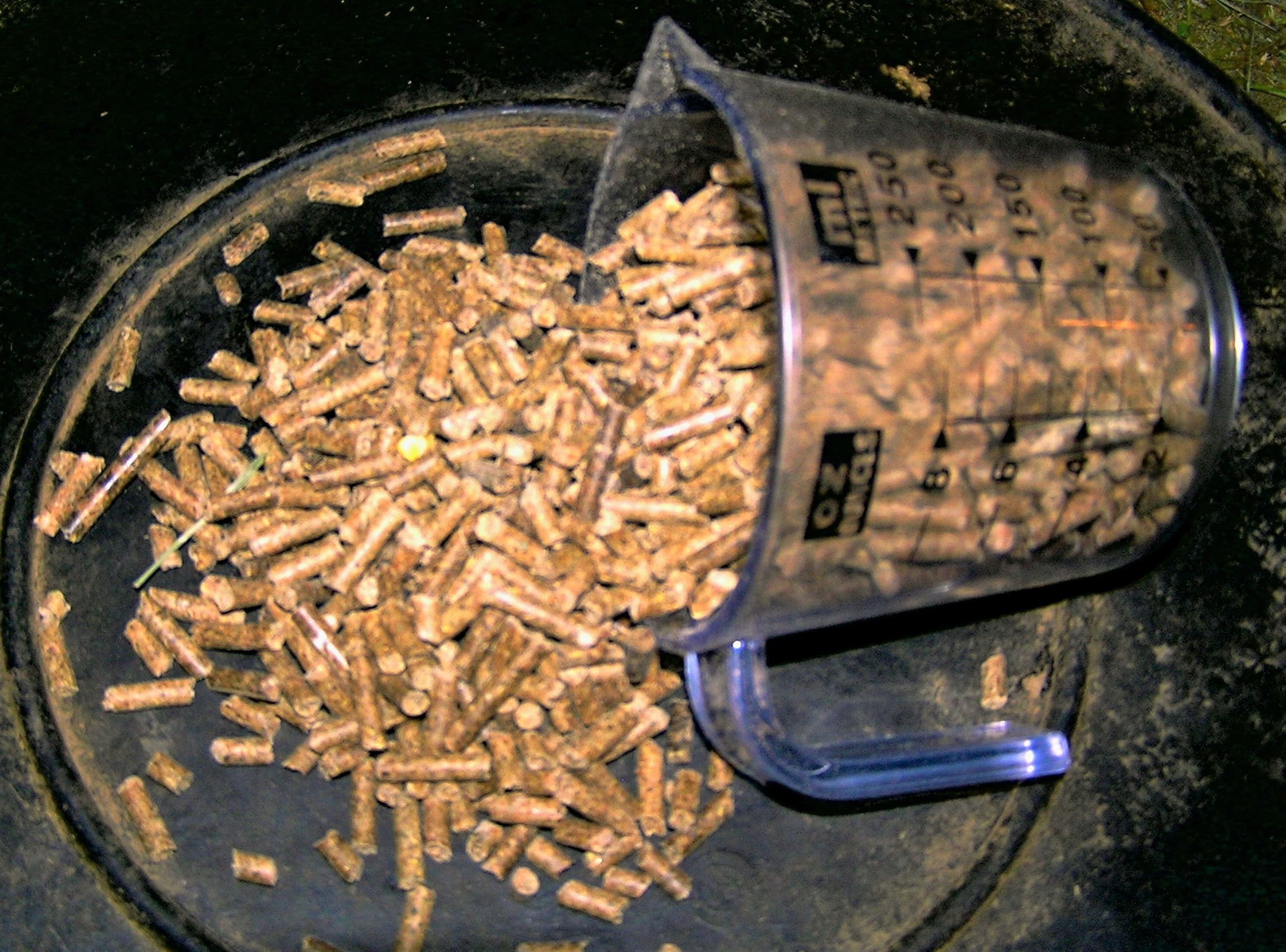
Aliments complets

En dehors des contextes humides, les semences et les fruits se conservent grâce à l’action du feu ; ils sont alors carbonisés ou attestés sous forme d’empreintes (restes minéralisés). 
Les espèces végétales domestiques représentent une grande part de ce matériau d’étude ; de nombreuses céréales, légumineuses, plantes aromatiques, fruits et graines à haute teneur en huile peuvent être recueillis dans les échantillons. 
Les résultats obtenus en examinant le contenu des dépotoirs domestiques (les « poubelles »), des fosses d’aisance, des fondations de bâtiments ou encore des céramiques de stockage permettent d’aborder de nombreuses questions : la domestication et l’introduction de nouvelles espèces végétales, l’évolution des habitudes alimentaires, les pratiques agraires mises en œuvre pour assurer de bonnes récoltes, le stockage et la commercialisation des récoltes, l’utilisation de fibres végétales dans la confection de pièces d’étoffe, ou dans la préparation de remèdes, leur implication dans les rituels funéraires, la consommation de vin et de bière…